# Boks na Letnich Igrzyskach Olimpijskich 1904 – waga musza mężczyzn
Turniej mężczyzn w wadze muszej był jedną z konkurencji bokserskich na Letnich Igrzyskach Olimpijskich 1904. Zawody odbyły się 22 września. W zawodach uczestniczyło tylko dwóch zawodników ze Stanów Zjednoczonych.

## Wyniki
|  |                 |                 |         |
|  | Finał           |                 |         |
|  |                 |                 |         |
|  |                 |                 |         |
|  |                 |                 |         |
|  | George Finnegan | George Finnegan | TKO     |
|  | George Finnegan | George Finnegan | TKO     |
|  | Miles Burke     | Miles Burke     | runda 1 |
|  | Miles Burke     | Miles Burke     | runda 1 |
|  |                 |                 |         |